# Браун, Трэвис
Трэвис Кууалииалоха Браун (англ. Travis Kuualiialoha Browne; род. 17 июля 1982) — американский боец смешанных боевых искусств, выступающий под эгидой UFC в тяжёлом весе. По состоянию на февраль 2017 года находится на 9 строчке официального рейтинга UFC в тяжёлом весе.

## Карьера
До боёв в MMA Трэвис занимался баскетболом и ему потребовалось потратить всего пару лет для перехода в другой вид спорта. В начале карьеры у Трэвиса была серия из 9 побед, после которой он подписал контракт с UFC.
Первый бой он провёл против одного из ярких бойцов шоу TUF: Heavyweights — англичанина Джеймса МакСвини. Браун победил, забив противника на настиле в конце первого раунда.
Следующий поединок Трэвис провёл на UFC 120 в Англии. Его противником стал крепкий французский тяжеловес Чейк Конго. Бой сложился для Брауна не самым лучшим образом. После неплохого первого раунда, в котором гаваец имел преимущество в стойке, второй и третий прошли под диктовку Конго, который навязал вязкую борьбу в клинче и выглядел в ней предпочтительней. В одном из эпизодов с Конго было снято очко за то, что тот хватался за шорты своего оппонента, и только поэтому бой завершился ничьей.
Шанс реабилитироваться у Трэвиса выпал на UFC 130, где он дрался против крепкого голландского гиганта Стефана Стрюве. Это был первый поединок Брауна, в котором он уступал своему оппоненту в росте. В конце первого раунда гаваец попал в противника ударом супермена («superman punch»), голландец упал, и бой был остановлен. Браун получил за выступление награду «Нокаут вечера».
На UFC 145 Браун вышел против ветерана Strikeforce Чэда Григгса. Трэвис легко расправился с противником, сначала отправив того в нокдаун, а потом провёл болевой приём «треугольник», вынудив своего оппонента сдаться.
5 октября 2012 года, на турнире UFC on FX 5, Браун впервые встретился с действительно серьёзным противником — Антонио Сильвой, на счету которого были победы над Андреем Арловским и Фёдором Емельяненко. В самом начале боя Трэвис провел неудачный лоу-кик и получил травму. В одном из эпизодов отступавший из-за поврежденной ноги назад, Браун пропустил сильнейший правый прямой и упал. Сильва добился остановки поединка после непродолжительного добивания, нанеся гавайцу первое поражение в профессиональной карьере.
В следующем бою Браун встретился с другим известным бразильцем — Габриэлом Гонзагой. Браун победил быстрым нокаутом — после серии ударов (в том числе локтями) в клинче Гонзага упал без сознания.
17 августа 2013 года в соглавном поединке турнира UFC Fight Night 26 Браун встретился с голландским ударником, экс-чемпионом Strikeforce и K-1 Grand Prix, Алистаром Оверимом — также в последнем бою потерпевшем поражение от Антонио Сильвы. Поначалу бой складывался для гавайца крайне плохо — после серии удачных атак Оверим едва не завершил его, но потратил явно много сил и перестал форсировать события. Браун воспользовался этим и начал выбрасывать фронткики один за другим. В одном из эпизодов ему удалось попасть таким ударом Овериму прямо в челюсть, и тот тяжело упал на настил. Браун бросился добивать, и вскоре бой был остановлен.
28 декабря 2013 Браун вышел на бой с финалистом Гран-при Strikeforce и бывшим чемпионом UFC Джошем Барнеттом. В начале боя Брауну удалось неплохо попасть коленом в клинче, а потом добить Барнетта так же, как и Гонзагу — серией ударов в клинче.
19 апреля 2014 Трэвис потерпел своё второе поражение от Фабрисио Вердума. В основном весь бой прошёл под диктовку бразильца. После боя Дана Уайт заявил, что Браун в первом раунде сломал руку и, возможно, ребро.
6 декабря 2014 Трэвис проводил бой против Брендана Шауба. Гаваец сразу занял центр ринга и стал выцеливать. Несколько разменов, попытка провести тейкдаун от Шауба, и в итоге Браун оказался снова в центре ринга. В одном из эпизодов Трэвис попадает навстречу апперкотом и потом около двух минут добивает из разных позиций Брендана. Судье больше ничего не оставалось, кроме как остановить этот бой.

## Личная жизнь
Его отец — Гаваец.
С 2001 по 2009 год был женат на Эрин Браун. У бывших супругов есть двое сыновей — Калео (род. 10 октября 2006) и Киуи. С 2015 по 2016 года был женат на фитнес-модели Дженне Рене Вебб. В СМИ и в интернете появился слух о том, что Трэвис ушёл от своей жены к Ронде Раузи. Весной 2015 года Браун лично заявил, что на данный момент он состоит в отношениях с экс-чемпионкой UFC в легчайшем весе Рондой Раузи. 31 августа 2017 года Трэвис женился на Ронде Раузи. Молодые отпраздновали свадьбу на родине Трэвиса, на Гавайях. В сентябре 2021 года у супругов родилась дочь Лакея Макалапуаокаланипо Браун (англ. La’akea Makalapuaokalanipō Browne).

## Статистика
| Боёв 26  | Побед 18 | Поражений 7 |
| -------- | -------- | ----------- |
| Нокаутом | 14       | 4           |
| Сдачей   | 2        | 1           |
| Решением | 2        | 2           |
| Ничьи    | 1        | 1           |

| Результат | Рекорд | Соперник          | Способ                                    | Турнир                                                   | Дата             | Раунд | Время | Место                     | Примечание                                                  |
| --------- | ------ | ----------------- | ----------------------------------------- | -------------------------------------------------------- | ---------------- | ----- | ----- | ------------------------- | ----------------------------------------------------------- |
| Поражение | 18-7-1 | Алексей Олейник   | Удушающий приём (ущемление диафрагмы)     | UFC 213: Romero vs Whittaker                             | 8 июля 2017      | 2     | 3:44  | Лас-Вегас, США            |                                                             |
| Поражение | 18-6-1 | Деррик Льюис      | Нокаут (удары)                            | UFC Fight Night: Lewis vs. Browne                        | 19 февраля 2017  | 2     | 3:12  | Галифакс, Канада          | «Лучший бой вечера».                                        |
| Поражение | 18-5-1 | Фабрисиу Вердум   | Единогласное решение                      | UFC 203                                                  | 10 сентября 2016 | 3     | 5:00  | Кливленд, США             |                                                             |
| Поражение | 18-4-1 | Кейн Веласкес     | Технический нокаут (удары)                | UFC 200                                                  | 9 июля 2016      | 1     | 4:57  | Лас-Вегас, США            |                                                             |
| Победа    | 18-3-1 | Мэтт Митрион      | Технический нокаут (удары)                | UFC Fight Night: Dillashaw vs. Cruz                      | 17 января 2016   | 3     | 4:09  | Бостон, США               |                                                             |
| Поражение | 17-3-1 | Андрей Орловский  | Технический нокаут (удары)                | UFC 187                                                  | 23 мая 2015      | 1     | 4:41  | Лас-Вегас, США            | «Лучший бой вечера».                                        |
| Победа    | 17-2-1 | Брендан Шауб      | Технический нокаут (удары)                | UFC 181                                                  | 6 декабря 2014   | 1     | 4:50  | Лас-Вегас, США            |                                                             |
| Поражение | 16-2-1 | Фабрисиу Вердум   | Единогласное решение                      | UFC on Fox: Werdum vs. Browne                            | 19 апреля 2014   | 5     | 5:00  | Орландо, США              |                                                             |
| Победа    | 16-1-1 | Джош Барнетт      | Нокаут (удары локтями)                    | UFC 168                                                  | 28 декабря 2013  | 1     | 1:00  | Лас-Вегас, США            | «Лучший нокаут вечера».                                     |
| Победа    | 15-1-1 | Алистар Оверим    | Нокаут (прямой удар ногой и удары руками) | UFC Fight Night: Shogun vs. Sonnen                       | 17 августа 2013  | 1     | 4:08  | Бостон, США               | «Лучший нокаут вечера».                                     |
| Победа    | 14-1-1 | Габриэл Гонзага   | Нокаут (удары локтями)                    | The Ultimate Fighter: Team Jones vs. Team Sonnen Finale  | 13 апреля 2013   | 1     | 1:11  | Лас-Вегас, США            | «Лучший нокаут вечера».                                     |
| Поражение | 13-1-1 | Антониу Силва     | Технический нокаут (удары)                | UFC on FX: Browne vs. Bigfoot                            | 5 октября 2012   | 1     | 3:27  | Миннеаполис, США          |                                                             |
| Победа    | 13-0-1 | Чед Григгс        | Удушающий приём (треугольник руками)      | UFC 145                                                  | 21 апреля 2012   | 1     | 2:29  | Атланта, США              | «Удушающий приём вечера».                                   |
| Победа    | 12-0-1 | Роб Бротон        | Единогласное решение                      | UFC 135                                                  | 24 сентября 2011 | 3     | 5:00  | Денвер, США               |                                                             |
| Победа    | 11-0-1 | Стефан Стрюве     | Нокаут (удар)                             | UFC 130                                                  | 28 мая 2011      | 1     | 4:11  | Лас-Вегас, США            | «Лучший нокаут вечера».                                     |
| Ничья     | 10-0-1 | Чейк Конго        | Единогласная ничья                        | UFC 120                                                  | 16 октября 2010  | 3     | 5:00  | Лондон, Великобритания    | Вычет одного балла у Конго за удерживание шорт Брауна.      |
| Победа    | 10-0   | Джеймс Максуини   | Технический нокаут (удары)                | The Ultimate Fighter: Team Liddell vs. Team Ortiz Finale | 19 июня 2010     | 1     | 4:32  | Лас-Вегас, США            |                                                             |
| Победа    | 9-0    | Аарон Бринк       | Нокаут (удары)                            | Gladiator Challenge 111                                  | 21 февраля 2010  | 1     | 0:35  | Сан-Джасинто, США         | Завоевал титул чемпиона Gladiator Challenge в тяжёлом весе. |
| Победа    | 8-0    | Эйб Вагнер        | Нокаут (удары)                            | VFC 30 — Night of Champions                              | 5 февраля 2010   | 1     | 0:08  | Каунсил-Блафс, США        | Завоевал титул чемпиона VFC в тяжёлом весе.                 |
| Победа    | 7-0    | Брайан Кэмпбелл   | Нокаут (удар ногой в голову)              | Gladiator Challenge 107                                  | 8 ноября 2009    | 1     | 0:09  | Сан-Джасинто, США         |                                                             |
| Победа    | 6-0    | Мэтт Андерсон     | Технический нокаут (удары)                | Gladiator Challenge 98                                   | 23 июля 2009     | 2     | 0:49  | Сан-Джасинто, США         |                                                             |
| Победа    | 5-0    | Майкл Кларк       | Единогласное решение                      | Bellator 10                                              | 5 июня 2009      | 3     | 5:00  | Онтэрио, США              |                                                             |
| Победа    | 4-0    | Серджио Кальдерон | Нокаут (удары)                            | Gladiator Challenge 93                                   | 23 апреля 2009   | 1     | 1:53  | Паума-Вэлли, США          |                                                             |
| Победа    | 3-0    | Том Лосано        | Болевой приём (рычаг локтя)               | EF 9 — Espartan Fighting 9                               | 14 марта 2009    | 1     | 0:55  | Пуэрто-Эскондидо, Мексика |                                                             |
| Победа    | 2-0    | Майкл Уэстбрук    | Технический нокаут (удары)                | KOTC: Immortal                                           | 27 февраля 2009  | 3     | 1:22  | Сан-Бернардино, США       |                                                             |
| Победа    | 1-0    | Эван Лэнгфорд     | Технический нокаут (удары)                | Cage of Fire 15                                          | 7 февраля 2009   | 1     | 0:43  | Тихуана, Мексика          |                                                             |